# Mycocentrospora cladosporioides
Mycocentrospora cladosporioides è un fungo ascomicete parassita delle piante. Provoca la piombatura o cercosporiosi dell'olivo.

## Sintomatologia
Sulla pagina superiore delle foglie compaiono chiazze irregolari prima giallastre e poi brunastre, in corrispondenza delle quali fuoriesce sulla pagina inferiore il micelio del fungo, che assume un colore grigio-piombo; successivamente, le foglie colpite cadono. Sono riscontrabili anche infezioni sui piccioli, peduncoli (macchie bigie su entrambi) e drupe: le olive colpite presentano macchie di colore bruno-rossastro e successivamente cadono.
Nella maggior parte dei casi c'è contagio diretto dalle foglie malate a quelle sane senza il bisogno d'una fase transitoria saprofitaria su quelle cadute. Se è in quiescenza può creare degli sclerozi per sopravvivere.
L'infezione avviene di norma nella tarda primavera, mentre i sintomi si manifestano da agosto all'autunno inoltrato. Talvolta è confondibile con attacchi lievi di fumaggine, ma è riconoscibile dalla presenza di piccoli puntini neri.

## Difesa
I trattamenti contro l'occhio di pavone dell'olivo servono anche per la prevenzione della piombatura; l'intervento di solito va effettuato in estate.